# Kvaglund Sogn
Kvaglund Sogn ist eine Kirchspielsgemeinde (dän.: Sogn) in Esbjerg im südlichen Dänemark. Sie entstand 1977 als bisher letztes Kirchspiel durch Abspaltung aus dem Jerne Sogn. Das Kirchspiel auf dem Gebiet der Harde Skast Herred, die bis 1970 im damaligen Ribe Amt lag, gehörte zur Esbjerg Kommune im erweiterten Ribe Amt, die im Zuge der  Kommunalreform zum 1. Januar 2007 in der „neuen“  Esbjerg Kommune in der Region Syddanmark aufgegangen ist.

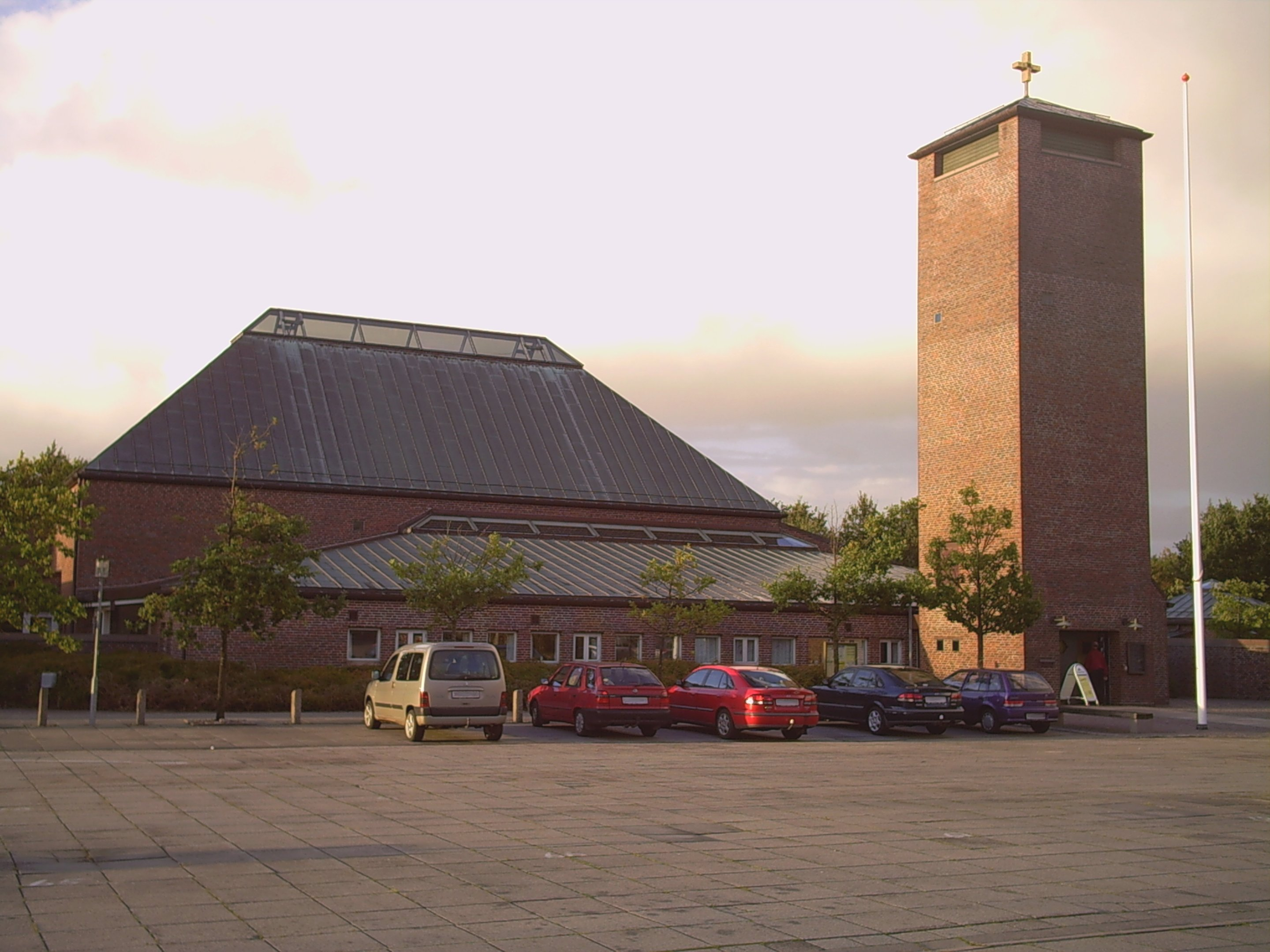
Kvaglund Kirke

Von den 71.921 Einwohnern von Esbjerg leben 3713 im Kirchspiel (Stand:1. Januar 2023). Im Kirchspiel liegt die Kirche „Kvaglund Kirke“.
Nachbargemeinden sind im Norden Bryndum Sogn, im Osten Skads Sogn, im Südwesten Jerne Sogn und im Westen die Innenstadtgemeinde Treenigheds Sogn (dt.: Dreieinigkeits-Gemeinde).